# بخش فایت (شهرستان لارنس، اوهایو)
بخش فایت (به انگلیسی: Fayette Township) یک منطقهٔ مسکونی در ایالات متحده آمریکا است که در شهرستان لارنس، اوهایو واقع شده‌است.
 بخش فایت ۷۱٫۸ کیلومتر مربع مساحت و ۹٬۱۹۴ نفر جمعیت دارد و ۲۶۳ متر بالاتر از سطح دریا واقع شده‌است.